# Campionati del mondo di ciclocross 2024 - Gara maschile Elite
La settantacinquesima edizione della gara maschile Elite dei Campionati del mondo di ciclocross si svolse il 4 febbraio 2024 con partenza ed arrivo da Tábor, in Repubblica Ceca, su un percorso iniziale di 150 m più un circuito di 3,3 km da ripetere 6 volte per un totale di 19,95 km. La vittoria fu appannaggio dell'olandese Mathieu van der Poel, il quale terminò la gara in 58'14", alla media di 20,551 km/h, precedendo il connazionale Joris Nieuwenhuis ed il belga Michael Vanthourenhout.
Partenza con 49 ciclisti dei quali 47 portarono a termine la competizione.

## Squadre partecipanti
| N.    | Cod. | Squadra         |
| ----- | ---- | --------------- |
| 1-7   | NED  | Paesi Bassi     |
| 9-17  | BEL  | Belgio          |
| 18-19 | FRA  | Francia         |
| 20-24 | SUI  | Svizzera        |
| 25-26 | GBR  | Gran Bretagna   |
| 27-31 | CZE  | Repubblica Ceca |
| 32-34 | ESP  | Spagna          |
| 35    | POL  | Polonia         |
| 36-37 | ITA  | Italia          |

| N.    | Cod. | Squadra     |
| ----- | ---- | ----------- |
| 40-42 | USA  | Stati Uniti |
| 43-44 | CAN  | Canada      |
| 45-46 | GER  | Germania    |
| 47    | SWE  | Svezia      |
| 48    | JPN  | Giappone    |
| 49    | AUT  | Austria     |
| 50    | SVK  | Slovacchia  |
| 51    | HUN  | Ungheria    |
| 52    | AUS  | Australia   |

## Ordine d'arrivo (Top 10)
| Pos. | Corridore              | Squadra     | Tempo   |
| ---- | ---------------------- | ----------- | ------- |
| 1    | Mathieu van der Poel   | Paesi Bassi | 58'14"  |
| 2    | Joris Nieuwenhuis      | Paesi Bassi | a 37"   |
| 3    | Michael Vanthourenhout | Belgio      | a 1'06" |
| 4    | Pim Ronhaar            | Paesi Bassi | a 1'36" |
| 5    | Eli Iserbyt            | Belgio      | a 2'08" |
| 6    | Jens Adams             | Belgio      | a 2'21" |
| 7    | Michael Boroš          | Rep. Ceca   | a 2'29" |
| 8    | Witse Meeussen         | Belgio      | a 2'35" |
| 9    | Thibau Nys             | Belgio      | a 2'44" |
| 10   | Felipe Orts            | Spagna      | a 2'48" |